# Tijuana Country Club
De Tijuana Country Club (Spaans: Club Campestre de Tijuana) is een countryclub in Mexico. De club werd opgericht in 1927 en bevindt zich in Tijuana, Baja California. Het heeft een 18-holes golfbaan en werd ontworpen door de golfbaanarchitect William P. Bell. In 1932 werd de golfbaan vernieuwd door de architect Alister MacKenzie.

## Golftoernooien
Voor het golftoernooi is de lengte van de baan ('black-tees') 6272 meter met een par van 72. Voor de heren is de course rating 73,0 en de slope rating is 129. 
- Agua Caliente Open: 1930-1935 & 1956-1959

## Trivia
De club beschikt ook over een voetbalveld en tennisbanen.